# Rob Brydon
Robert Brydon Jones (Swansea, 3 mei 1965) is een Welshe acteur,  komiek en presentator, vooral bekend van zijn werk voor de BBC, zoals de comedyserie Gavin & Stacey en met zijn eigen quiz Rob Brydon's Annually Retentive. Hij is tevens een veelgevraagd voice-over voor televisiereclames. Hij sprak reclames in voor onder meer Renault, The Times, Tesco, McDonald's en The Observer. Hij is de stem van het hoofdpersonage Lewton in Discworld Noir, een computerspel uit de Discworld-serie.
In 2003 stond hij in The Observer als een van de 50 leukste acts in de Britse comedy-wereld.

## Filmografie (selectie)
Een lijst met Brydons optredens in diverse films, televisie- en radioprogramma's.
| Jaar                   | Titel                                   | Rol              |
| ---------------------- | --------------------------------------- | ---------------- |
| 1995                   | First Knight                            |                  |
| 1996                   | Cold Lazarus                            | Karl             |
| 1998                   | Martha, Meet Frank, Daniel and Laurence |                  |
| 1998                   | Lock, Stock and Two Smoking Barrels     | Verkeersregelaar |
| 2000                   | Human Remains                           |                  |
| 2000                   | Marion and Geoff                        | Keith Barret     |
| 2001                   | The Way We Live Now                     | Mr Alf           |
| 2002                   | 24 Hour Party People                    | Ryan Letts       |
| 2002                   | Legend of the Lost Tribe                |                  |
| 2003, 2005, 2007       | QI                                      |                  |
| 2004                   | Shaun of the Dead                       |                  |
| 2004, 2005             | Just a Minute                           |                  |
| 2004, 2005, 2006, 2007 | The Big Fat Quiz of the Year            |                  |
| 2005                   | MirrorMask                              |                  |
| 2005                   | Supernova                               |                  |
| 2005                   | Little Britain                          |                  |
| 2005                   | Flight of the Conchords                 | Presentator      |
| 2006-2007              | I'm Sorry I Haven't a Clue              |                  |
| 2006                   | A Cock and Bull Story                   |                  |
| 2006                   | Have I Got News for You                 |                  |
| 2007                   | Gavin & Stacey                          | Bryn West        |
| 2007                   | Oliver Twist                            | Mr. Fang         |
| 2008                   | Would I Lie To You?                     |                  |
| 2016                   | The Huntsman: Winter's War              | Gryff            |
| 2023                   | Barbie                                  | Sugar Daddy Ken  |